# リアルタイム (テレビ番組)
『リアルタイム』は、2001年10月6日から2002年9月28日まで、毎日放送テレビ（MBSテレビ）の制作により、TBS系列28局ネットで生放送されていた情報番組である。放送時間は毎週土曜8:00 - 9:25（JST）。

## 概要
『ウィークエンドモーニングショー』、『八木治郎ショー』、『八木治郎ショー・いい朝8時』、そして前番組の『すてきな出逢い いい朝8時』（後の『いい朝8時』）と35年続いたトーク中心のワイドショーから報道・情報中心のワイドショー番組に変更された。一週間に起きた出来事（政治・社会問題）を中心に、芸能、スポーツも含め伝える番組。

## 出演者
- 内藤剛志
- 唐木恵子（2001年10月から2002年3月まで）
- 勝恵子（2002年4月から最終回まで、後番組『サタモニ!』も続投）
- 西靖（MBSアナウンサー、前番組『いい朝8時』から続いて出演） - 前期は番組全体の進行役、後期は『ぜひもんWEEKLY』のみの進行役として出演。

## 主なコーナー
前期
- おケイコ塾（1週間の出来事をランキング形式で紹介） ほか

後期
- ぜひもんWEEKLY（1週間の芸能・スポーツを紹介）
- ぜひもんWHO’SWHO（毎週1人の旬な人物を紹介）
- こんなのでました（話題の新製品などの紹介） ほか

## 補足
- 前番組『いい朝8時』を終了まで同時ネットしていた日本テレビ系列の四国放送は本番組をネットせず、本来の系列番組でよみうりテレビ制作『ウェークアップ!』のネットに切り替えた。これにより、本番組以降はJNN非加盟局のネットが廃止され、JNN加盟局のみでの放送となっている。
- 2001年12月1日の放送は皇太子妃・雅子さま（現在の皇后陛下）の愛子内親王出産（当時はまだ出産に向けて入院していた）に関するニュースのため、番組の大半をTBSのNスタジオから放送した。進行は当時の『ブロードキャスター』の司会コンビであった福留功男・三雲孝江（新聞紹介ではTBSアナウンサーの安住紳一郎）が務めた。
- 後期のオープニングテーマ曲は、葉加瀬太郎の「Breeze of Glory」が使用された。

## スタッフ
- プロデューサー:岡田公伸（MBS）
- 製作著作:毎日放送テレビ

| 毎日放送テレビ（MBSテレビ）制作 土曜朝のワイドショー | 毎日放送テレビ（MBSテレビ）制作 土曜朝のワイドショー | 毎日放送テレビ（MBSテレビ）制作 土曜朝のワイドショー |
| 前番組                                               | 番組名                                               | 次番組                                               |
| ---------------------------------------------------- | ---------------------------------------------------- | ---------------------------------------------------- |
| いい朝8時                                            | リアルタイム                                         | サタモニ!                                            |